# Rosalinda naumovi
Rosalinda naumovi är en nässeldjursart som beskrevs av Antsulevich och Stepanjants 1985. Rosalinda naumovi ingår i släktet Rosalinda och familjen Rosalindidae. Inga underarter finns listade i Catalogue of Life.